# Hugo Monteagudo
Hugo Monteagudo   (c. 2003) és un tiktoker espanyol.
Amb més de 2 milions de seguidors a TikTok, se li atribueix un ideari antifeminista: negacionista de la violència de gènere, perpetuador dels rols de gènere i polaritzador del conflicte social entre hòmens i dones. Se l'ha emmarcat, doncs, en un corrent d'influenciadors que dominen el debat de la relació entre sexes i les maneres de flirteig, juntament amb personalitats com Elxokas. Concretament, el maig del 2023, va ser increpat després de fer-se viral un vídeo en què equiparava les dones amb un producte en térmens econòmics. Malgrat la controvèrsia, va refusar de reconèixer el seu discurs com a masclista o misogin.